# Januar 2009
Portal Geschichte | Portal Biografien | Aktuelle Ereignisse | Jahreskalender | Tagesartikel

◄ |
20. Jahrhundert |
21. Jahrhundert

◄ |
1970er |
1980er |
1990er |
2000er
| 2010er | 2020er | 2030er | ►

◄ |
2005 |
2006 |
2007 |
2008 |
2009
| 2010 | 2011 | 2012 | 2013 | ►

◄ |
Oktober 2008 |
November 2008 |
Dezember 2008 |
Januar 2009 |
Februar 2009 |
März 2009 |
April 2009 |
►
Dieser Artikel behandelt tagesbezogene Nachrichten und Ereignisse im Januar 2009.

## Tagesgeschehen

### Donnerstag, 1. Januar 2009

Die Rückseite der slowakischen 1-Euro-Münze

Logo der EU-Ratspräsidentschaft der Tschechischen Republik

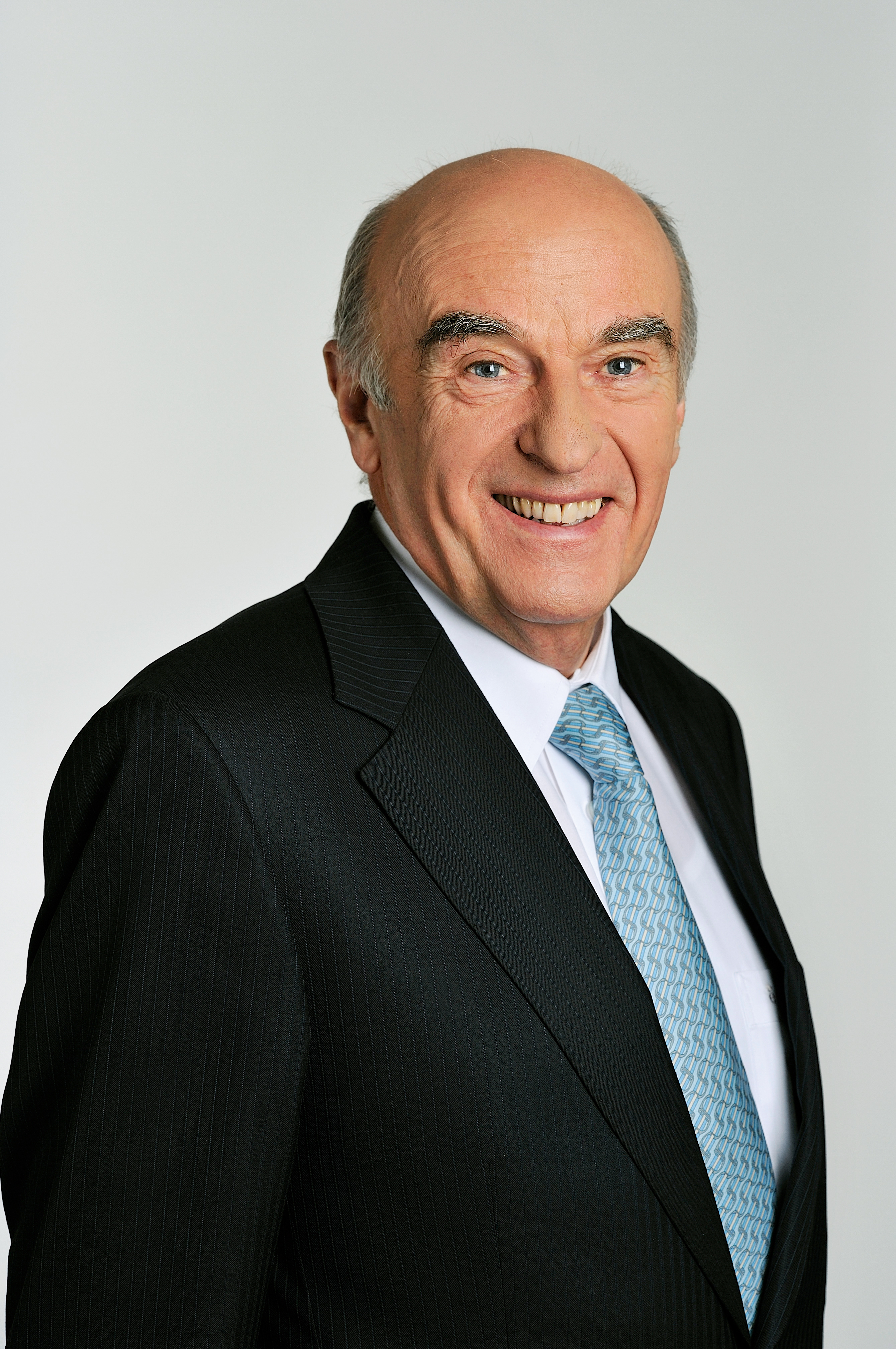
Hans-Rudolf Merz, neuer Schweizer Bundespräsident

- Ankara/Türkei: Im Rahmen politischer Reformen beginnt der staatliche Rundfunksender TRT mit der Ausstrahlung eines kurdischen Fernsehprogramms.[1]
- Bangkok/Thailand: Bei einem Großfeuer in einem Nachtclub kommen mindestens 61 Menschen ums Leben, mehr als 240 werden verletzt.[2]
- Berlin/Deutschland: Das Personenstandsrechtsreformgesetz (PStRG) vom 19. Februar 2007, nach dem während einer fünfjährigen Umstellungsphase die Personenstandsbücher in elektronische Register umgewandelt werden, die Abgeltungsteuer und die reformierte Erbschaftsteuer treten in Kraft.
- Bern/Schweiz: Der FDP-Politiker Hans-Rudolf Merz wird neuer Bundespräsident.[3]
- Bratislava/Slowakei: Als 16. Mitgliedstaat der Europäischen Union führt die Slowakei den Euro ein. Das vorhandene Bargeld in Slowakischer Krone zählt noch bis zum 17. Januar als gesetzliches Zahlungsmittel.[4]
- Donnersbachwald/Österreich: Der Thüringer Ministerpräsident Dieter Althaus (CDU) wird bei einem Skiunfall schwer verletzt. Die Frau, gegen die er mit hoher Geschwindigkeit prallte, trägt tödliche Verletzungen davon.[5]
- Kilinochchi/Sri Lanka: Die sri-lankische Armee erobert die Stadt Kilinochchi, die als „Hauptstadt“ der Liberation Tigers of Tamil Eelam galt. Staatspräsident Mahinda Rajapaksa nennt dies einen „historischen Sieg“ der Armee im Bürgerkrieg in Sri Lanka.[6]
- Moskau/Russland: Nachdem sich die Ukraine nicht mit Russland über ausstehende Zahlungen und einen neuen Erdgaslieferungs-Vertrag einigen konnte, stoppt Gazprom alle Erdgaslieferungen in die Ukraine.[7]
- New York / Vereinigte Staaten: Japan, Mexiko, Österreich, die Türkei und Uganda werden neue nichtständige Mitglieder im Sicherheitsrat der Vereinten Nationen.[8]
- Oslo/Norwegen: In Norwegen ist ab heute die gleichgeschlechtliche Ehe möglich.
- Prag/Tschechische Republik: Die Tschechische Republik übernimmt von Frankreich für ein halbes Jahr die EU-Ratspräsidentschaft.[9]

### Freitag, 2. Januar 2009
- Bagdad/Irak: Bei einem Selbstmordanschlag südlich von Bagdad sterben mindestens 23 Menschen und 42 weitere werden verletzt.[10]
- Kiew/Ukraine: Im seit dem Jahreswechsel eskalierten Gasstreit zwischen Russland und der Ukraine bereitet die Ukraine die Europäische Union darauf vor, dass weniger Gas aus Russland nach Europa fließen könne, da „technische Probleme den Durchfluss mindern könnten“.[11]

### Samstag, 3. Januar 2009
- Buenos Aires/Argentinien: In der argentinischen Hauptstadt beginnt die 31. Rallye Dakar. Sie findet das erste Mal in Südamerika statt und wird auch durch Chile führen.[12]
- Gazastreifen/Palästinensische Autonomiegebiete: Die Israelischen Streitkräfte rücken in der Operation Gegossenes Blei mit Bodentruppen in den von der Terrororganisation Hamas kontrollierten Gazastreifen ein. Zuvor griff die Armee erstmals mit Artillerie an. Die Zahl der Toten steigt nach palästinensischen Angaben auf insgesamt 460.[13]
- Schwarzach/Österreich: Der Thüringer Ministerpräsident Dieter Althaus erwacht aus der Sedierung, in die er nach einem Skiunfall in der Obersteiermark versetzt wurde, und befindet sich auf dem Weg der Besserung.[14]

### Sonntag, 4. Januar 2009
- Bagdad/Irak: In al-Kazimiyya, nördlich von Bagdad, tötet eine Selbstmordattentäterin 40 schiitische Pilger und Wachleute in der Nähe eines Heiligtums des siebten Imam Mūsā al-Kāzim.[15]
- Washington, D.C. / Vereinigte Staaten: New Mexicos Gouverneur Bill Richardson erklärt, dass er für den Posten des Handelsministers im künftigen Kabinett Obama nicht mehr zur Verfügung stehe.[16]

### Montag, 5. Januar 2009
- Blaubeuren/Deutschland: Der durch die Finanzkrise in Finanznot geratene Adolf Merckle begeht Selbstmord. Er lässt sich nahe Ulm von einem Zug überfahren.[17]
- St. Paul / Vereinigte Staaten: Al Franken von der Demokratischen Partei gewinnt die Senatorenwahlen im US-amerikanischen Bundesstaat Minnesota.[18]

### Dienstag, 6. Januar 2009
- Bischofshofen/Österreich: Wolfgang Loitzl (AUT) gewinnt die 57. Vierschanzentournee vor Simon Ammann (SUI).[19]
- Jerusalem/Israel: Bei den israelischen Angriffen auf den Gazastreifen werden 45 palästinensische Flüchtlinge in mehreren Schulgebäuden getötet. Seit Beginn der Angriffe starben mehr als 635 Personen.[20]
- Russland: Der russische Gasmonopolist Gazprom kürzt die Gaslieferungen an europäische Länder drastisch. Die OMV AG meldet am frühen Vormittag einen Ausfall von neunzig Prozent des üblicherweise gelieferten russischen Gases, worauf ein Krisenstab zusammentritt.[21]
- Washington, D.C. / Vereinigte Staaten: Das 111. Repräsentantenhaus der Vereinigten Staaten nimmt seine Arbeit auf.[22]

### Mittwoch, 7. Januar 2009

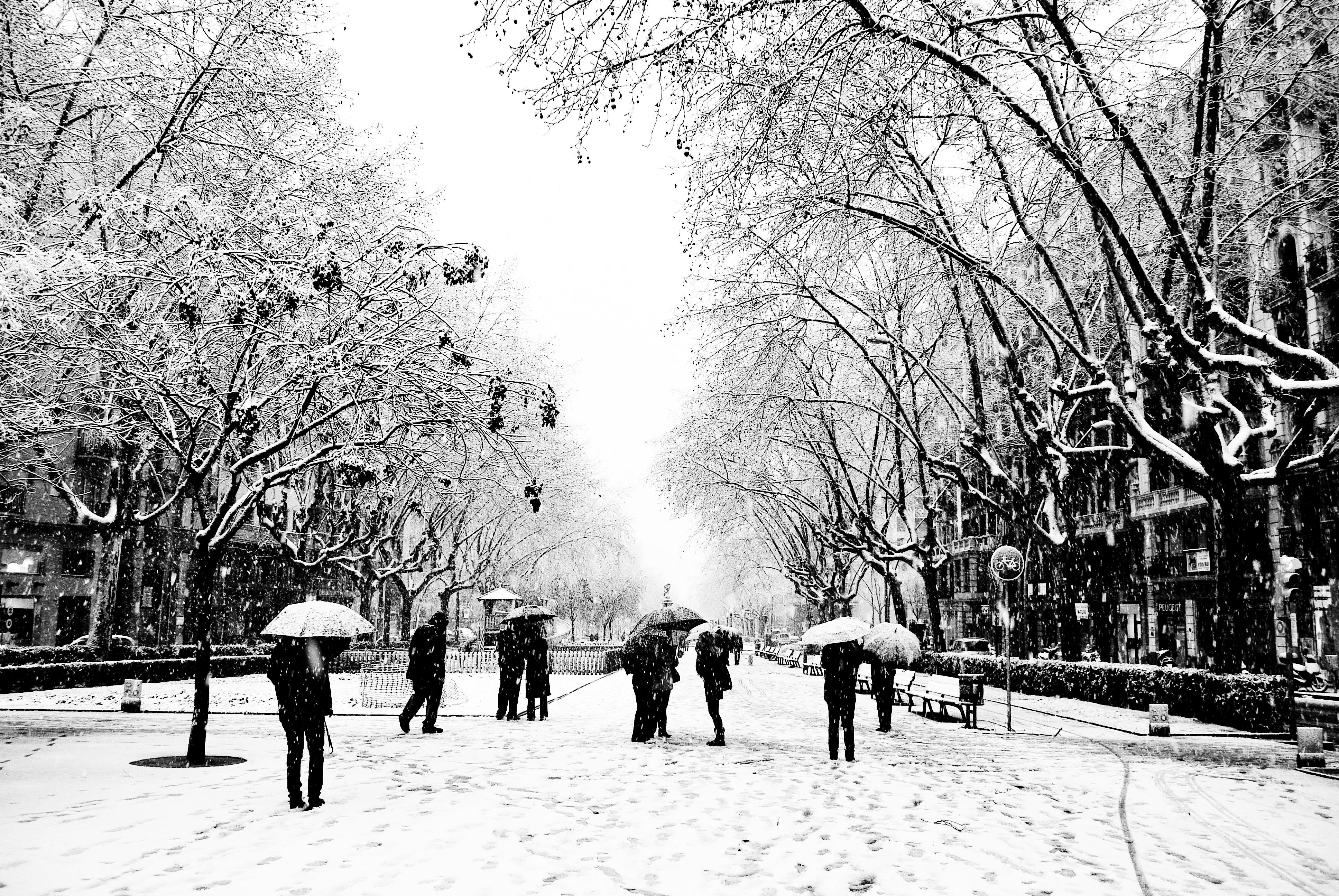
Schneefall in Barcelona

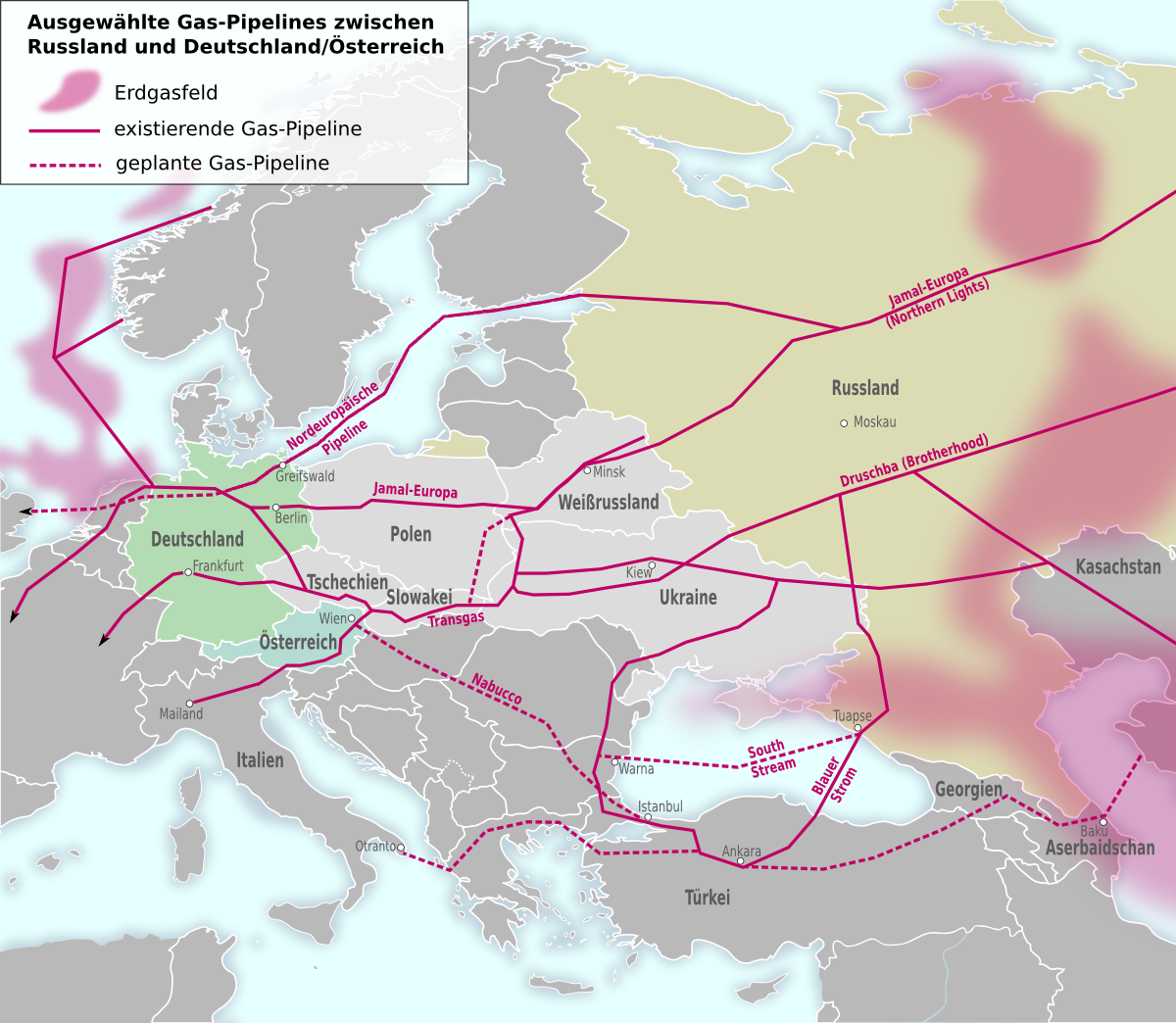
Karte bestehender und geplanter Gaspipelines, Schwerpunkt Mitteleuropa

- Europa: Überall hat der Winter Europa fest im Griff. Viele europäische Flughäfen werden geschlossen und Züge auf Bahnhöfen angehalten.[23]
- Gazastreifen/Palästinensische Autonomiegebiete: Die Israelischen Streitkräfte unterbrechen für drei Stunden die Kampfhandlungen in der Operation Gegossenes Blei, um eine rudimentäre Versorgung der Bevölkerung durch humanitäre Organisationen zu ermöglichen.[24]
- Russland, Ukraine: Der Gasstreit führt heute zum Komplettausfall der Erdgaslieferungen aus Russland über die Ukraine in die westlich der Ukraine gelegenen Importländer. Österreich und die Tschechische Republik sind am stärksten betroffen, denn ihr Gas aus Russland erhalten sie nur über die Trasse, die durch die Ukraine führt. Die russische Seite beschuldigt die Ukraine, kein Gas durchzulassen, und die Ukraine beschuldigt das russische Unternehmen Gazprom, kein Gas mehr zu liefern.[25]

### Donnerstag, 8. Januar 2009
- Frankfurt am Main / Deutschland: Der staatliche Bankenfonds stellt dem zweitgrößten deutschen Geldinstitut Commerzbank kurz vor dem Vollzug der Übernahme der Dresdner Bank eine weitere Kapitalspritze von zehn Milliarden Euro zur Verfügung und übernimmt dafür 25 Prozent plus eine Aktie an der Commerzbank (Teilverstaatlichung).[26]
- San José/Costa Rica: Bei einem Erdbeben der Stärke 6,1 auf der Richterskala sterben mindestens 15 Menschen und 42 weitere werden vermisst.[27]

### Freitag, 9. Januar 2009
- Ankara/Türkei: Egemen Bağış (AKP) wird zum ersten türkischen Europaminister ernannt. Er übernimmt von Außenminister Ali Babacan die Leitung der Beitrittsverhandlungen der Türkei mit der Europäischen Union.[28]
- Arabisches Meer: Die somalischen Entführer der Sirius Star geben den am 15. November 2008 von ihnen entführten saudi-arabischen Öltanker gegen ein Lösegeld in Höhe von drei Millionen US-Dollar wieder frei.[29]

### Samstag, 10. Januar 2009
- Arabisches Meer: Sechs der somalischen Piraten, welche die Sirius Star entführt hatten, kommen auf der Flucht beim Kentern ihres Schiffes ums Leben. Teile des Lösegelds in Höhe von drei Millionen US-Dollar gehen dabei verloren.[30]
- Chemnitz/Deutschland: Helene Fischer gewinnt ihre zweite Krone der Volksmusik.

### Sonntag, 11. Januar 2009
- Jakarta/Indonesien: Vor der Küste von Sulawesi sinkt die Fähre Teratai Prima mit knapp 270 Menschen an Bord, 22 Menschen können zunächst gerettet werden, rund 250 werden noch vermisst.[31]
- Los Angeles / Vereinigte Staaten: Bei der 66. Verleihung der Golden Globe Awards setzt sich als erfolgreichster Kinofilm das Drama Slumdog Millionär des britischen Regisseurs Danny Boyle durch.[32]

### Montag, 12. Januar 2009
- Zürich/Schweiz: Der Portugiese Cristiano Ronaldo und die Brasilianerin Marta werden als FIFA-Weltfußballer des Jahres ausgezeichnet.[33]

### Dienstag, 13. Januar 2009
- Berlin/Deutschland: Bundeskanzlerin Angela Merkel (CDU) und ihr Stellvertreter Frank-Walter Steinmeier (SPD) stellen vor der Bundespressekonferenz das Konjunkturpaket II vor. Kernpunkte sind die Senkung des Eingangssteuersatzes auf 14 % und die Senkung des Beitragssatzes zur gesetzlichen Krankenversicherung.[34]
- Gaza / Palästinensische Autonomiegebiete: Bei den bislang heftigsten Kämpfen rückt die israelische Armee in Richtung Stadtzentrum von Gaza vor. Nach palästinensischen Angaben starben bisher mindestens 940 Menschen und 4.400 wurden verletzt. Gleichzeitig wird an einer Initiative zu einer Waffenruhe gearbeitet.[35]

### Mittwoch, 14. Januar 2009
- Brüssel/Belgien: Die Kunst-Installation Entropa des tschechischen Künstlers David Černý löst Empörung aus. Bulgarien kritisiert, dass es durch Hocktoiletten symbolisiert wird, und die Deutschland symbolisierenden Autobahnen lassen ein Hakenkreuz erkennen. Das Kunstwerk, das angeblich nationale Eigenheiten der 27 Mitgliedstaaten der Europäischen Union (EU) zeigt, gab die Regierung der Tschechischen Republik aus Anlass ihrer EU-Ratspräsidentschaft in Auftrag.[36]
- Offleben/Deutschland: Sprengung des letzten Wahrzeichen vom Kraftwerk Offleben das letzte Kesselhaus von Block C.

### Donnerstag, 15. Januar 2009

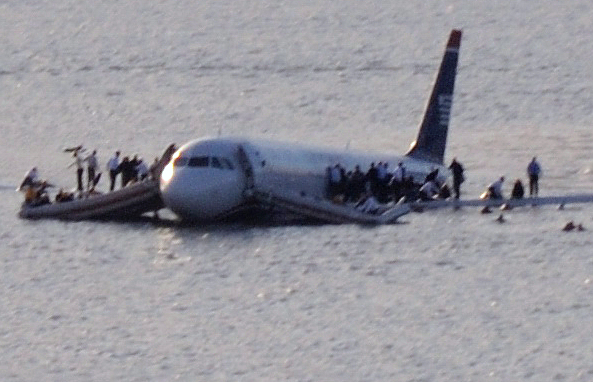
US-Airways-Flug 1549

- Frankfurt am Main/Deutschland: Die Europäische Zentralbank senkt den Leitzins um 0,5 Prozentpunkte auf 2,0 %.[37]
- Gaza/Palästinensische Autonomiegebiete: Beim weiteren Vorrücken der Israelischen Streitkräfte wird das Hauptquartier des Hilfswerks der Vereinten Nationen für Palästina-Flüchtlinge im Nahen Osten getroffen und teilweise zerstört. Die Anzahl der Todesopfer der Operation Gegossenes Blei steigt auf über 1.000.[38]
- New York / Vereinigte Staaten: Nach der Notwasserung des US-Airways-Flugs 1549 auf dem Hudson River werden alle 150 Passagiere und Besatzungsmitglieder an Bord eines Airbus A320 evakuiert. Das Flugzeug wird danach zu einem etwa 3 km flussabwärts gelegenen Bootsanleger geschleppt. Die Maschine war auf dem Weg vom New Yorker Flughafen LaGuardia nach Charlotte. Der Pilot berichtete kurz nach dem Start über Probleme mit einem Vogelschwarm. Augenzeugen geben an, das Flugzeug sei nach dem Start nicht schnell genug gestiegen und habe dann an Höhe verloren, Passagiere berichten über Triebwerksprobleme und Triebwerksausfall.[39]
- Wiesbaden/Deutschland: Das Statistische Bundesamt teilt mit, dass die Inflationsrate in Deutschland im Jahr 2008 mit 2,6 % den höchsten Wert seit 1994 erreichte.[40]

### Freitag, 16. Januar 2009
- Dublin/Irland: Im Zuge der Finanzkrise verstaatlicht die irische Regierung die Anglo Irish Bank.[41]
- New York / Vereinigte Staaten: Der Ölpreis fällt auf 33 US-Dollar je Barrel und damit auf den tiefsten Stand seit fünf Jahren.[42]
- New York / Vereinigte Staaten: Die US-Großbanken Citigroup und Bank of America melden infolge der Finanzkrise Verluste in Höhe von 8,29 bzw. 2,4 Milliarden US-Dollar für das Schlussquartal 2008.[43]
- Vilnius/Litauen: Infolge der Finanzkrise kommt es in der litauischen Hauptstadt Vilnius zu Demonstrationen und gewalttätigen Ausschreitungen.[44]

### Samstag, 17. Januar 2009
- Jerusalem/Israel: Die israelische Regierung ruft einen einseitigen Waffenstillstand im Gazastreifen aus.[45]
- Kabul/Afghanistan: Ein Selbstmordattentäter sprengt sich vor der deutschen Botschaft in die Luft und tötet fünf Menschen und verletzt mehr als 20 weitere.[46]

### Sonntag, 18. Januar 2009

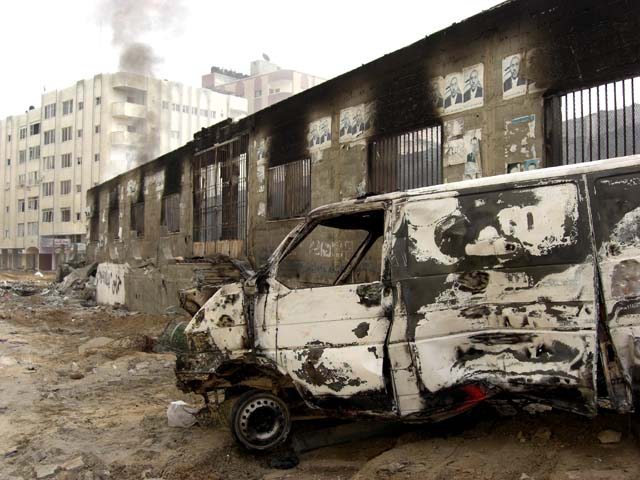
Vor dem Krankenhaus Al-Quds in Gaza-Stadt

Vorläufiges amtliches Wahlergebnis der hessischen Landtagswahl

- Gaza/Palästinensische Autonomiegebiete: Nachdem die Hamas einem einwöchigen Waffenstillstand zustimmt, beginnt Israel mit dem Rückzug aus dem Gazastreifen.[47]
- Kiew/Ukraine, Moskau/Russland: Beide Staaten einigen sich auf die für Westeuropa gültigen Gaspreise.[48]
- San Salvador/El Salvador: Bei der Parlamentswahl gewinnt die Guerilla-Bewegung FMLN gegen die rechte Nationalistische Republikanische Allianz.[49][50]
- Wiesbaden/Deutschland: Bei den Neuwahlen zum Hessischen Landtag erreichen die CDU und die FDP eine regierungsfähige Mehrheit. Die SPD kommt auf ihr schlechtestes Ergebnis, die Grünen und die FDP auf ihr bestes Ergebnis bei einer hessischen Landtagswahl. Der Linkspartei gelingt der Wiedereinzug in den Landtag.[51]

### Montag, 19. Januar 2009
- Moskau/Russland: Der Menschenrechtsanwalt Stanislaw Markelow und Anastassija Baburowa, Mitarbeiterin der Zeitung Nowaja gaseta, werden auf offener Straße erschossen. Markelow war Rechtsbeistand der 2006 ermordeten regierungskritischen Journalistin Anna Politkowskaja.[52]

### Dienstag, 20. Januar 2009

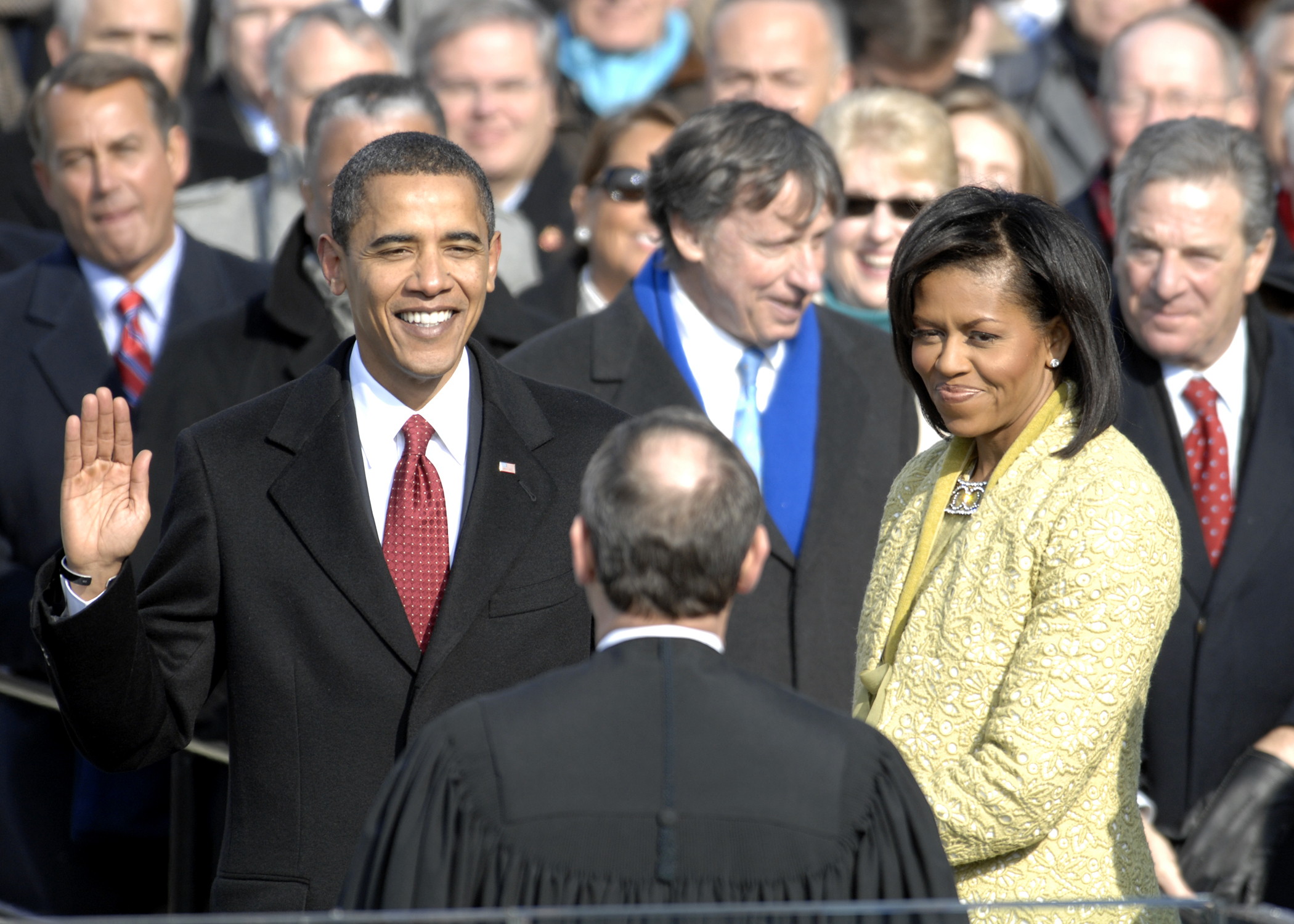
Barack Obama leistet den Amtseid als Präsident der USA

- Moskau/Russland: Nach zweiwöchiger Pause nimmt Russland die Lieferung von Gaslieferung über die Ukraine nach Westeuropa wieder auf.[53]
- Washington, D.C. / Vereinigte Staaten: Barack Obama von der Demokratischen Partei wird als 44. Präsident der Vereinigten Staaten ins Amt eingeführt. In seiner Antrittsrede umreißt er den angestrebten geostrategischen Kurs der USA: „Wir sind wieder bereit zu führen.“[54]
- Wiesbaden/Deutschland: Die Gesellschaft für deutsche Sprache wählt den Ausdruck „Notleidende Banken“ zum Unwort des Jahres 2008.[55]

### Mittwoch, 21. Januar 2009
- Reykjavík/Island: Aufgrund der Finanzkrise und der Bankenkrise im Herbst 2008 machen über 2.000 Demonstranten Premierminister Geir Haarde für den drohenden Staatsbankrott Islands und die steigende Arbeitslosigkeit verantwortlich. Die Demonstranten stürmten eine Sitzung der Sozialdemokratischen Partei Islands und zogen anschließend zum Parlament. Premierminister Geir Haarde konnte nur unter Polizeischutz seinen Amtssitz verlassen.[56]
- Washington, D.C. / Vereinigte Staaten: US-Präsident Barack Obama legt ein zweites Mal den Amtseid ab, da die offizielle Vereidigung durch John Roberts nicht in der korrekten Wortreihenfolge erfolgte.[57]

### Donnerstag, 22. Januar 2009
- Berlin/Deutschland: Der Besitz, der Verkauf und die Herstellung der Modedroge Spice sind nach einer Eilverordnung seit heute verboten und stehen unter Strafe.[58]
- Los Angeles / Vereinigte Staaten: Für die 81. Oscarverleihung nominiert die Academy of Motion Picture Arts and Sciences in der Kategorie Bester fremdsprachiger Film u. a. die Filme Revanche des österreichischen Regisseurs Götz Spielmann und Der Baader Meinhof Komplex des deutschen Regisseurs Bernd Eichinger.[59]
- Ruhengeri/Ruanda: Ruandische Soldaten nehmen Laurent Nkunda, den Führer des bewaffneten kongolesischen Nationalkongress zur Verteidigung des Volkes, nach einer kurzen Flucht aus dem Kongo fest. Nkunda ist verantwortlich für diverse Verbrechen gegen die Menschlichkeit im dritten Kongokrieg.[60]
- Shijiazhuang/China: Im Prozess um mit Melamin verseuchtes Babymilchpulver verurteilt ein Gericht in der Provinz Hebei drei Männer zum Tode.[61]
- Washington, D.C. / Vereinigte Staaten: US-Präsident Barack Obama ordnet die Schließung des Gefangenenlagers der Guantanamo Bay Naval Base binnen eines Jahres an.[62]

### Freitag, 23. Januar 2009

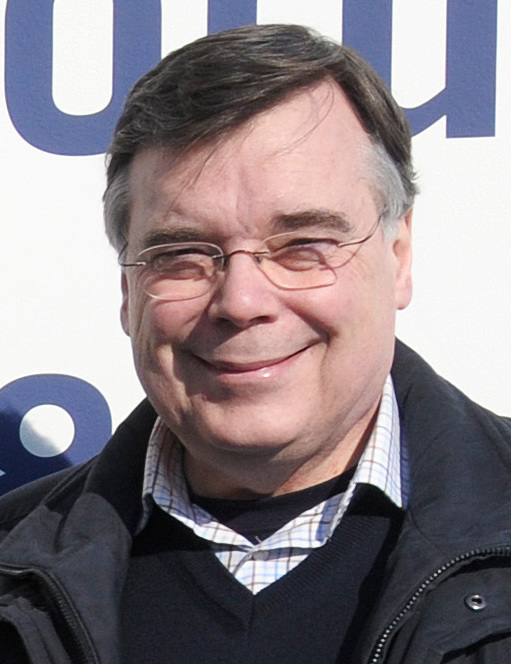
Geir Haarde

- Dendermonde/Belgien: Bei einem Amoklauf in einer Kindertagesstätte in der Kleinstadt Dendermonde werden zwei Kleinkinder und eine Betreuerin getötet, zehn weitere Kleinkinder und fünf Kindergärtnerinnen werden verletzt.[63]
- Dresden/Deutschland: Der Speicherchiphersteller Qimonda meldet Insolvenz an.[64]
- Reykjavík/Island: Islands Ministerpräsident Geir Haarde erklärt seinen Rücktritt und kündigt Neuwahlen zum 25. April 2009 an.[65]
- Tanegashima/Japan: Der Forschungssatellit GOSAT zur Beobachtung von Treibhausgasen startet vom Tanegashima Space Center.[66]

### Samstag, 24. Januar 2009
- Barcelona/Spanien: Beim Einsturz eines Sporthallen-Daches durch einen Orkan kommen in der Nähe von Barcelona gelegenen Ortschaft Sant Boi de Llobregat vier Kinder ums Leben und 16 weitere werden verletzt.[67]
- Lampedusa/Italien: Hunderte Migranten aus Afrika brechen aus einer überfüllten Haftanstalt auf der italienischen Insel Lampedusa aus; jährlich wagen Tausende die Bootsfahrt über das Mittelmeer, um nach Europa einzuwandern, ein Großteil von ihnen wird auf Lampedusa festgesetzt, weil die italienischen Behörden bei ihnen von einer Migration aus wirtschaftlichen statt aus humanitären Gründen ausgehen.[68]
- Frankreich, Spanien: Orkan Klaus fordert 16 Todesopfer in Südfrankreich und Spanien.[69]
- Vatikanstadt: Papst Benedikt XVI. macht die Exkommunikation von vier Bischöfen der Priesterbruderschaft St. Pius X. rückgängig. Unter den Begnadigten ist Richard Williamson, der den Holocaust leugnet. Die israelische Regierung unter Ehud Olmert und hohe jüdische Geistliche reagieren mit scharfer Kritik.[70]

### Sonntag, 25. Januar 2009
- La Paz/Bolivien: In einem Referendum stimmen rund 60 Prozent der Bevölkerung für die Annahme der neuen bolivianischen Verfassung.[71]
- Mullaitivu/Sri Lanka: Nach Angaben des Militärs wurde die letzte Hochburg der tamilischen LTTE-Rebellen im Norden der Insel Sri Lanka eingenommen.[72]
- Reykjavík/Island: Nach andauernden Demonstrationen gegen die Regierung verkündet Wirtschaftsminister Björgvin Sigurðsson seinen Rücktritt. Ministerpräsident Geir Haarde erklärte schon am 23. Januar, auf sein Amt verzichten zu wollen.[73]

### Montag, 26. Januar 2009
- Antananarivo/Madagaskar: Bei einer Demonstration mit 800.000 Teilnehmern gegen die Korruption von Präsident Ravalomanana kommt es zu Zusammenstößen mit der Armee, bei denen über 30 Menschen sterben.[74]
- Bellflower / Vereinigte Staaten: Zum ersten Mal seit 1998 kommen in den USA Achtlinge zur Welt.[75]
- Washington, D.C. / Vereinigte Staaten: Barack Obama forciert in einem Memorandum den Klimaschutz. Hersteller sollen abgasärmere Autos bauen.[76]

### Dienstag, 27. Januar 2009
- Berlin/Deutschland: Die Kfz-Steuer wird erstmals nach Kohlenstoffdioxidausstoß bemessen. Auf eine Sonderentlastung für große Geländewagen wurde von der CDU verzichtet.[77]
- Moskau/Russland: Das Landeskonzil der Russisch-Orthodoxen Kirche wählt Kyrill I. zum neuen Patriarchen von Moskau und der ganzen Rus.[78]
- New York / Vereinigte Staaten: Der weltgrößte Pharmakonzern Pfizer kündigt die einvernehmliche Übernahme seines Konkurrenten Wyeth für 68 Milliarden US-Dollar an.[79]

### Mittwoch, 28. Januar 2009

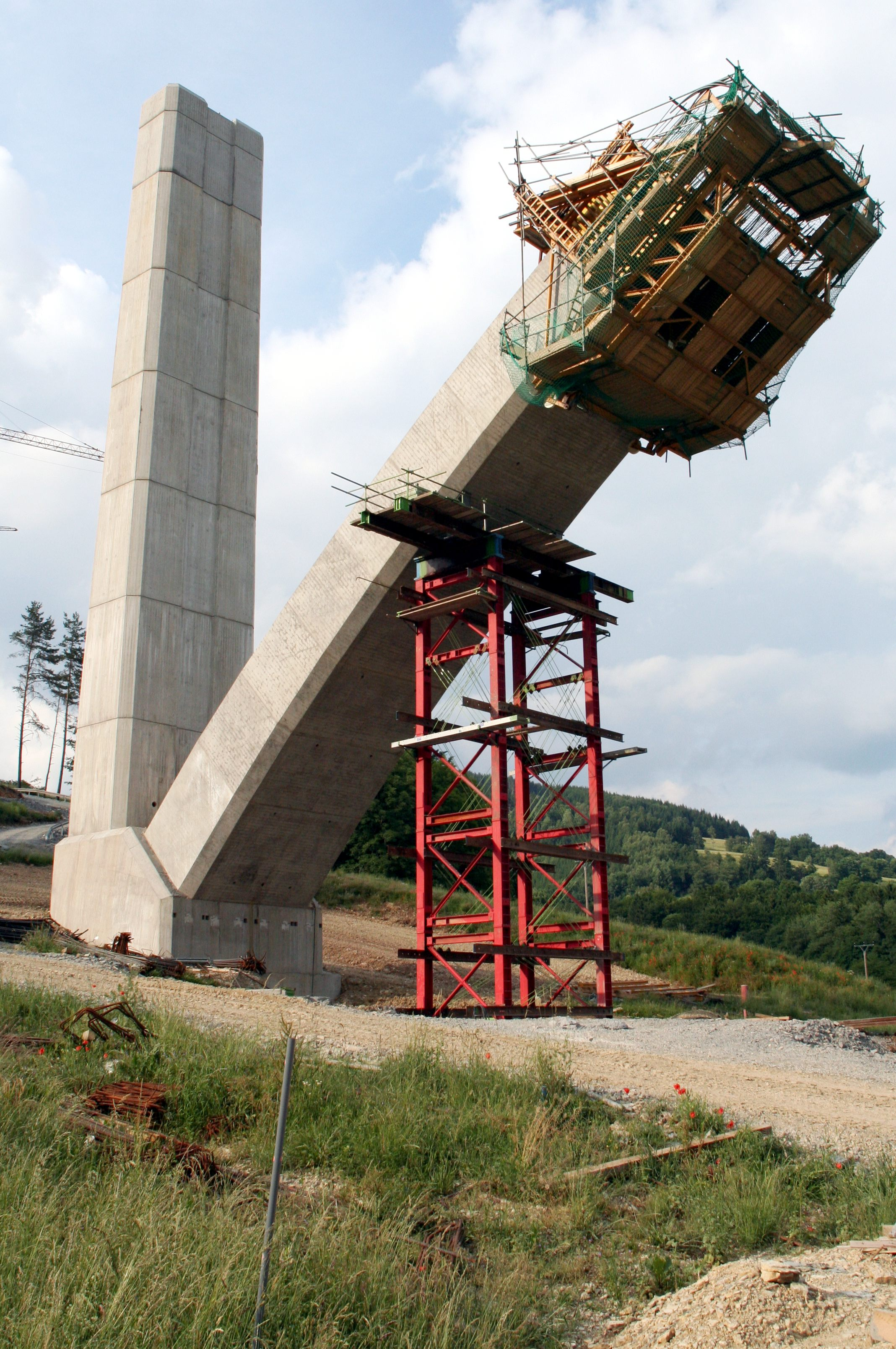
Gesprengter Teil der Talbrücke Truckenthal

- Davos/Schweiz: Das von der weltweiten Finanzkrise überschattete Jahrestreffen des Weltwirtschaftsforums findet vom 28. Januar bis zum 1. Februar statt.[80]
- Moskau/Russland: Nach der Amtseinführung Barack Obamas als Präsident der Vereinigten Staaten und der Neuausrichtung der Außenpolitik der Vereinigten Staaten, bei der auf die Installierung eines Nationalen Raketenabwehrsystems verzichtet wird, will Russland vorerst keine Iskander-Raketen in seiner zwischen Litauen und Polen gelegenen Oblast Kaliningrad stationieren.[81]
- Nairobi/Kenia: Nach einem Brand in einem Supermarkt werden 47 Menschen als vermisst gemeldet.[82]
- Schalkau/Deutschland: Aufgrund eines Bauschadens wird ein Pfeiler der Bogenbrücke Truckenthal einschließlich halbfertigen Bogens gesprengt. Nach Beseitigung des Abbruchschutts soll der Neuaufbau beginnen.[83]

### Donnerstag, 29. Januar 2009
- Golf von Aden: Somalische Piraten entführen vor der kenianischen Küste den Tanker Longchamp, der unter der Flagge der Bahamas fährt und im Auftrag des deutschen Unternehmens Bernhard Schulte Shipmanagement unterwegs ist.[84]

### Freitag, 30. Januar 2009
- Japan: Die japanische Wirtschaft rutscht infolge der Finanzkrise in den Vereinigten Staaten in ihre schwerste Rezession der Nachkriegszeit.[85]

### Samstag, 31. Januar 2009
- Bagdad/Irak: In 14 der 18 irakischen Provinzen finden Regionalwahlen statt.[86]
- Mogadischu/Somalia: Sharif Sheikh Ahmed wird zum Präsidenten des Landes gewählt.
- Nairobi/Kenia: Bei der Explosion eines Tanklasters kommen 122 Menschen ums Leben.[87]

## Weblinks

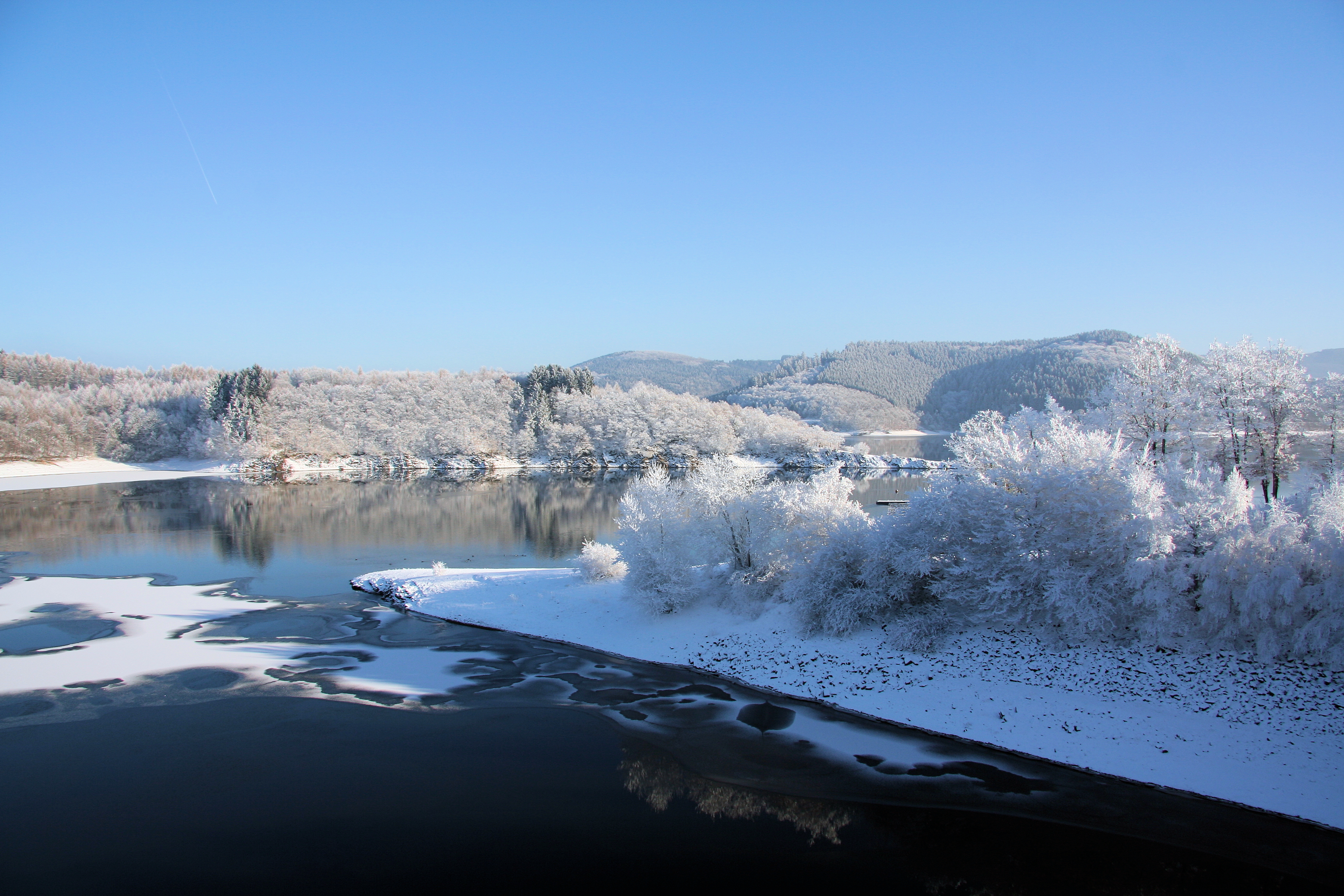
Nordrhein-Westfalen im Januar 2009